# Call of the Valley
 (juin 2017).
Si vous disposez d'ouvrages ou d'articles de référence ou si vous connaissez des sites web de qualité traitant du thème abordé ici, merci de compléter l'article en donnant les références utiles à sa vérifiabilité et en les liant à la section « Notes et références ».
Albums par Hariprasad Chaurasia
Krishnadhwani 60
(1978)
Albums par Brij Bhushan Kabra
Sitar-Guitar Duet
(1960) Lure of the Desert
(1990)
Albums par Shivkumar Sharma
Shivkumar Sharma
(1967) ...When Time Stood Still!
(1982)
Call of the Valley est un album de musique hindoustanie avec les musiciens indiens Hariprasad Chaurasia, Brij Bhushan Kabra et Shivkumar Sharma. Il est enregistré en 1967 sous le label EMI. 

## Présentation
L'album est une suite orchestrale représentant une journée dans la vie d'un berger indien du Cachemire. Il serait l'un des albums indiens les plus réussis.
Il est devenu populaire pour le public international et est considéré comme important dans l'introduction de la musique indienne aux oreilles occidentales. Il a été la meilleure vente disque de musique indienne à l'étranger. George Harrison, David Crosby, Paul McCartney, Bob Dylan et Roger McGuinn sont fans de l'album.
Il est répertorié dans le livre Les 1001 albums qu'il faut avoir écoutés dans sa vie, ouvrage de référence sur la musique publié en 2006 sous la direction de Robert Dimery.

## Liste des titres
| No  | Titre               | Durée |
| --- | ------------------- | ----- |
|     | Face A (Part 1)     |       |
| A1. | Ahir-Bhairav        |       |
| A2. | Nat Bhairav-Ek Tala |       |
| A3. | Piloo-Teen Tala     | 7:57  |
|     | Face B (Part 2)     |       |
| B1. | Bhoop-Jhap Tala     | 6:15  |
| B2. | Des-Dadra Tala      | 6:06  |
| B3. | Pahadi-Kehrawa Tala | 6:51  |

| Réédition CD 1995 | Réédition CD 1995                                           | Réédition CD 1995 | Réédition CD 1995 | Réédition CD 1995 | Réédition CD 1995 | Réédition CD 1995 | Réédition CD 1995 | Réédition CD 1995 | Réédition CD 1995 |
| No                | Titre                                                       | Durée             |                   |                   |                   |                   |                   |                   |                   |
| ----------------- | ----------------------------------------------------------- | ----------------- | ----------------- | ----------------- | ----------------- | ----------------- | ----------------- | ----------------- | ----------------- |
| 1.                | Ahir Bhairav / Nat Bhairav                                  | 12:31             |                   |                   |                   |                   |                   |                   |                   |
| 2.                | Rag Piloo                                                   | 7:57              |                   |                   |                   |                   |                   |                   |                   |
| 3.                | Bhoop                                                       | 6:15              |                   |                   |                   |                   |                   |                   |                   |
| 4.                | Rag Des                                                     | 6:06              |                   |                   |                   |                   |                   |                   |                   |
| 5.                | Rag Pahadi                                                  | 6:51              |                   |                   |                   |                   |                   |                   |                   |
|                   | Titres bonus, chacun interprété par l'un des trois artistes |                   |                   |                   |                   |                   |                   |                   |                   |
| 6.                | Ghara - Dadra (par Brij Bhushan Kabra)                      | 7:26              |                   |                   |                   |                   |                   |                   |                   |
| 7.                | Dhun - Mishra Kirwani (par Shivkumar Sharma)                | 12:57             |                   |                   |                   |                   |                   |                   |                   |
| 8.                | Bageshwari (par Hariprasad Chaurasia)                       | 10:43             |                   |                   |                   |                   |                   |                   |                   |
| 70:46             |                                                             |                   |                   |                   |                   |                   |                   |                   |                   |

| Réédition CD 1997 | Réédition CD 1997   | Réédition CD 1997 | Réédition CD 1997 | Réédition CD 1997 | Réédition CD 1997 | Réédition CD 1997 | Réédition CD 1997 | Réédition CD 1997 | Réédition CD 1997 |
| No                | Titre               | Durée             |                   |                   |                   |                   |                   |                   |                   |
| ----------------- | ------------------- | ----------------- | ----------------- | ----------------- | ----------------- | ----------------- | ----------------- | ----------------- | ----------------- |
| 1.                | Raga Ahir Bhairav   | 6:17              |                   |                   |                   |                   |                   |                   |                   |
| 2.                | Raga Nat Bhairav    | 6:24              |                   |                   |                   |                   |                   |                   |                   |
| 3.                | Raga Piloo          | 8:00              |                   |                   |                   |                   |                   |                   |                   |
| 4.                | Ghara - Dadra       | 7:25              |                   |                   |                   |                   |                   |                   |                   |
| 5.                | Raga Bhoop          | 6:16              |                   |                   |                   |                   |                   |                   |                   |
| 6.                | Raga Des            | 6:08              |                   |                   |                   |                   |                   |                   |                   |
| 7.                | Raga Pahadi         | 6:48              |                   |                   |                   |                   |                   |                   |                   |
| 8.                | Dhun Mishra Kirwani | 12:58             |                   |                   |                   |                   |                   |                   |                   |
| 9.                | Raga Bageshwari     | 10:46             |                   |                   |                   |                   |                   |                   |                   |
| 71:03             |                     |                   |                   |                   |                   |                   |                   |                   |                   |

## Crédits
- Hariprasad Chaurasia : flûte
- Brij Bhushan Kabra : guitare
- Shivkumar Sharma : santoor
- Manikrao Popatkar : tabla
- Photographie : Amar Paul